# OVER & OVER
「OVER & OVER」（オーバー・アンド・オーバー）は、TRUE KiSS DESTiNATiONが1999年6月30日にリリースした3枚目（メジャーデビュー以前から通算すると8枚目）のシングル。

## 解説

### OVER & OVER (BOB BROCKMAN MIX)
「Microsoft Office 2000」CMソング。
既発アルバム『TRUE KiSS DESTiNATiON』からのシングルカット。Asamiはアルバムに収録されているバージョンの拙さに落ち込み、シングル化に伴い全て歌い直した。アレンジはアルバムのミディアム調のバラードから、レゲエ・ヒップホップ調に変更された。
なお、本作のクレジットでは表記が「BOB BLOCKMAN MIX」となっているがこれは誤植であり、「BOB BROCKMAN MIX」が正しい表記である。後のアルバム『GRAVITY』収録時には「bob brockman mix」に訂正されている。

### VICTIM (TETSUYA KOMURO REMIX featuring DE LA SOUL)
インディーズ3枚目のシングルで、アルバム『TRUE KiSS DESTiNATiON』にも収録された楽曲のリミックス。アメリカのヒップホップグループ「デ・ラ・ソウル」とコラボレーションを行っている。
デ・ラ・ソウルは「全然英語がネイティブじゃない人が作った歌詞のセンテンスから、インスパイアされてラップの歌詞を書いた」と語っている。

## リリース
1999年6月30日にマキシシングル盤が、同年8月4日にアナログ盤が発売された。

## 収録曲

### マキシシングル盤（AICT-1084）
| 全作曲・編曲: 小室哲哉。 |                                                       |                            |            |      |
| #                        | タイトル                                              | 作詞                       | 作曲・編曲 | 時間 |
| 1.                       | 「OVER & OVER (BOB BROCKMAN MIX)」                    | 小室哲哉                   | 小室哲哉   | 4:42 |
| 2.                       | 「VICTIM (TETSUYA KOMURO REMIX featuring DE LA SOUL」 | 小室哲哉・MARC・DE LA SOUL | 小室哲哉   | 4:46 |
| 合計時間:                | 合計時間:                                             | 合計時間:                  | 9:28       |      |

### アナログ盤（AIJT-5034）
| 全作曲・編曲: 小室哲哉。 |                                                   |          |            |
| #                        | タイトル                                          | 作詞     | 作曲・編曲 |
| 1.                       | 「OVER & OVER (BOB BROCKMAN MIX [Original])」     | 小室哲哉 | 小室哲哉   |
| 2.                       | 「OVER & OVER (BOB BROCKMAN MIX [Instrumental])」 |          | 小室哲哉   |

| #  | タイトル                                                  | 作詞                       | 作曲・編曲 |
| -- | --------------------------------------------------------- | -------------------------- | ---------- |
| 1. | 「VICTIM (TETSUYA KOMURO REMIX feat.DE LA SOUL [PARTⅠ])」 | 小室哲哉・MARC・DE LA SOUL |            |
| 2. | 「VICTIM (TETSUYA KOMURO REMIX feat.DE LA SOUL [PARTⅡ])」 | 小室哲哉・MARC・DE LA SOUL |            |

備考
B面1曲目の「PARTⅠ」は、マキシシングル盤の「VICTIM (TETSUYA KOMURO REMIX featuring DE LA SOUL)」と同一の内容である。

## クレジット
- Produced, Perfomed : 小室哲哉
- Mixed : BOB BROCKMAN (CD:#1)(12inch:A-01,A-02)
- Remixed : 小室哲哉 (CD:#2)(12inch:B-01,B-02)
- Art Direction, Design : たけだゆか & TAKE A'
- Photograph : 三浦憲治

## 収録アルバム
OVER & OVER
- TRUE KiSS DESTiNATiON（オリジナルバージョン）
- GRAVITY（本作の「BOB BROCKMAN MIX」を収録）

VICTIM
- TRUE KiSS DESTiNATiON（オリジナルバージョン）
- GRAVITY（「united states mix」として収録）